# Metaxmeste
Metaxmeste és un gènere d'arnes de la família Crambidae.

## Taxonomia
- Metaxmeste cinerealis (Della Beffa, 1942)
- Metaxmeste elbursana (Amsel, 1961)
- Metaxmeste nubicola Munroe, 1954
- Metaxmeste phrygialis (Hübner, 1796)
- Metaxmeste schrankiana (Hochenwarth, 1785)
- Metaxmeste sericatalis (Herrich-Schäffer, 1848)
- Metaxmeste staudingeri (Christoph, 1873)